# Nižnevartovsk

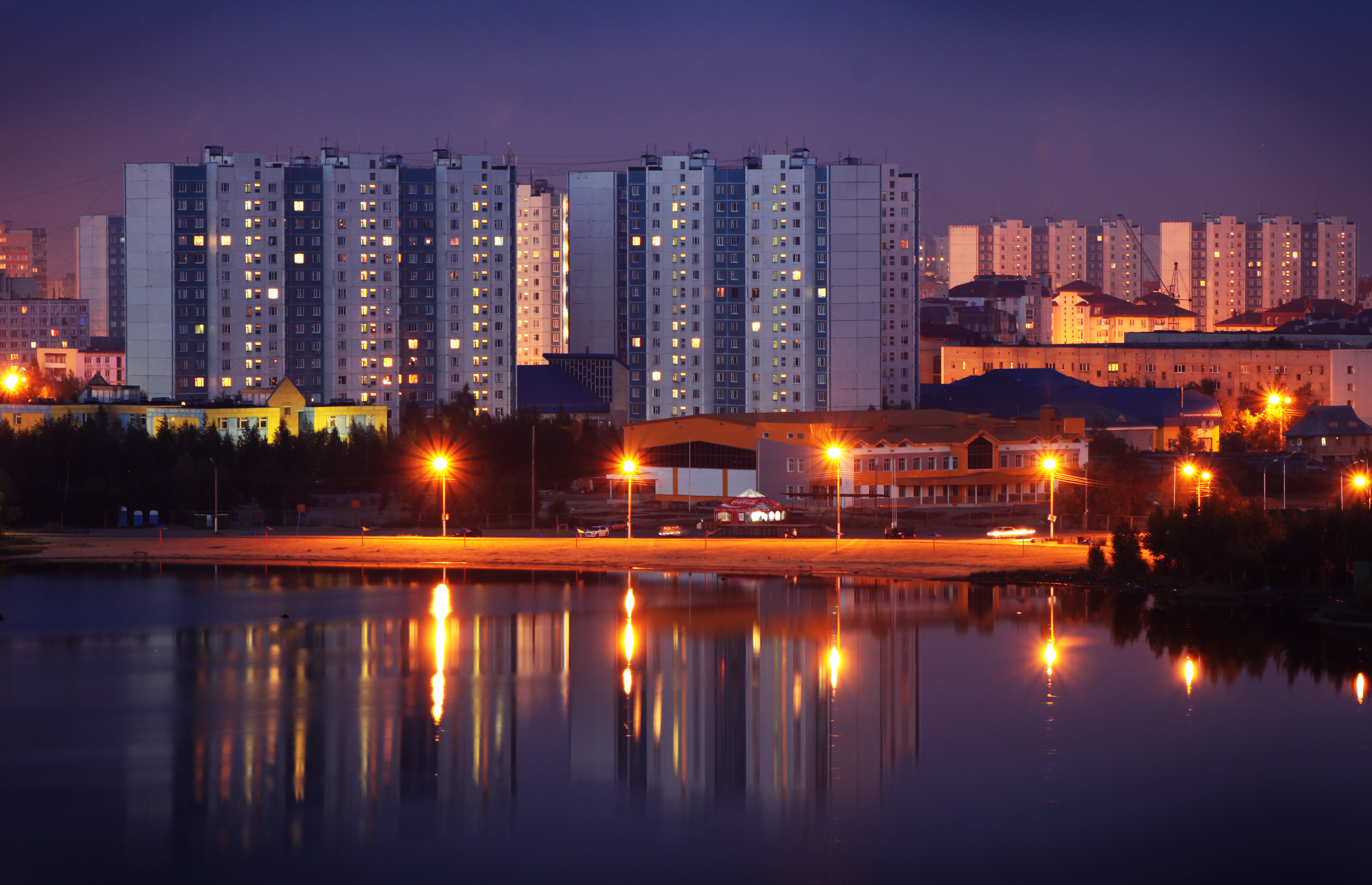

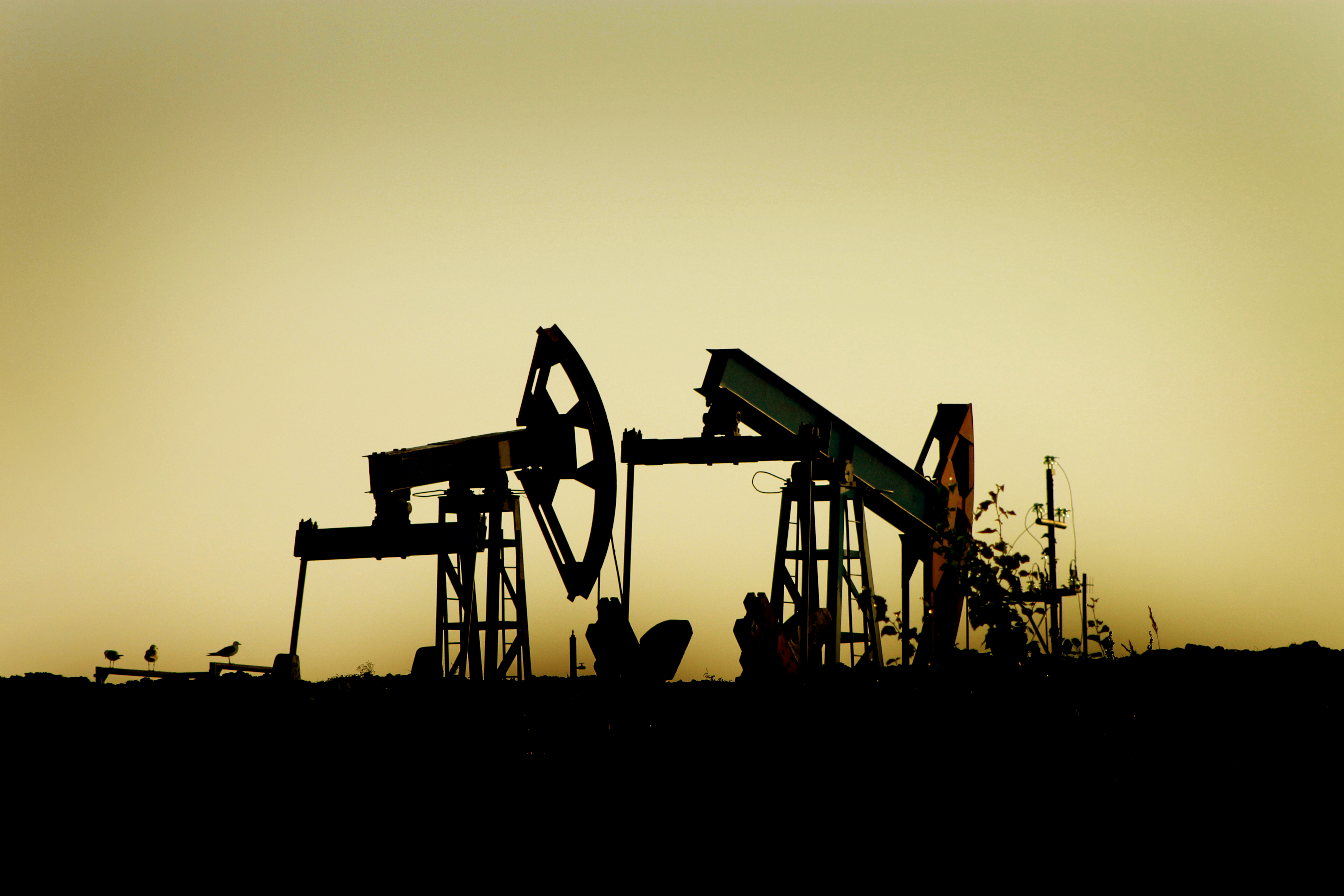

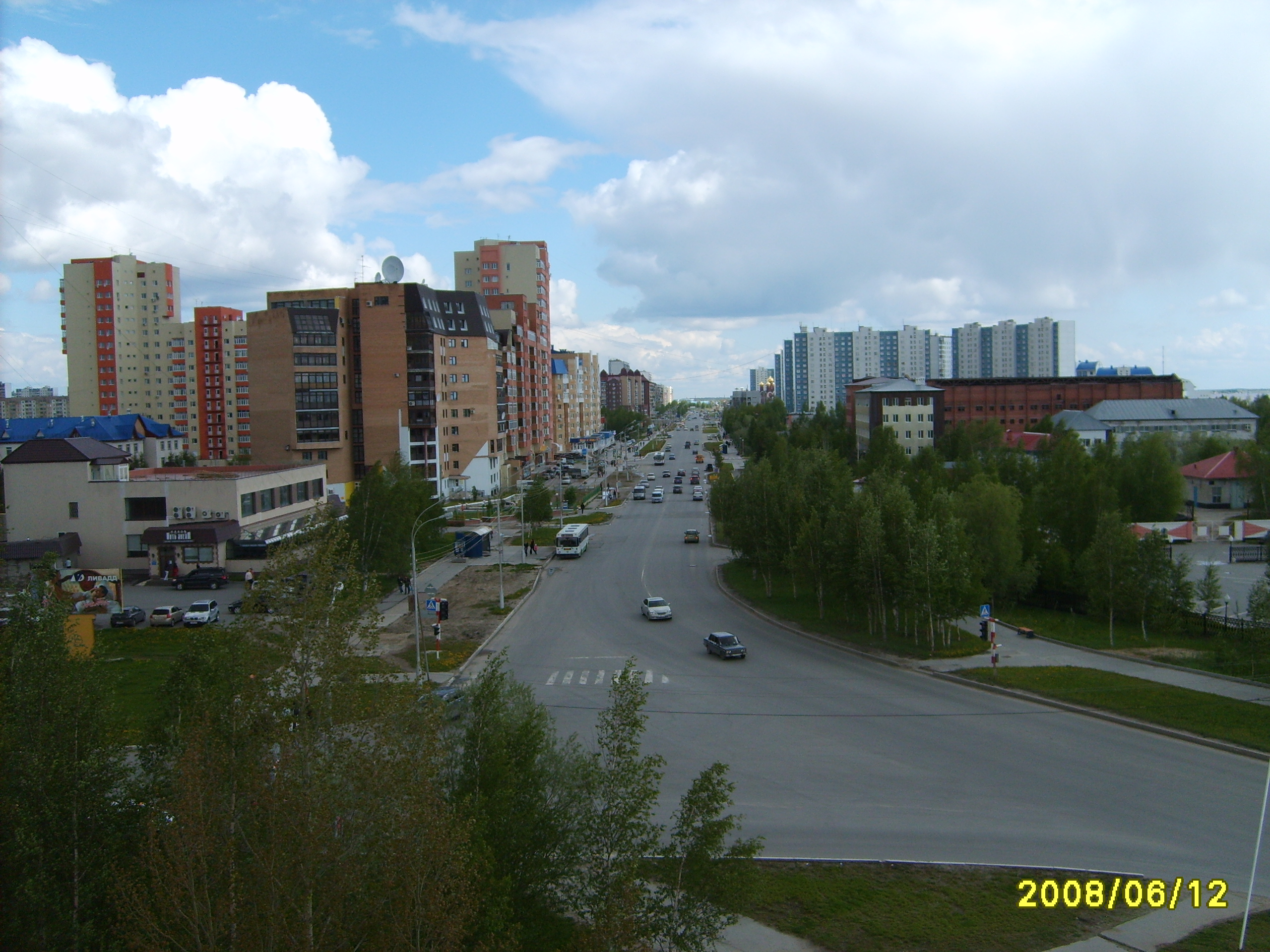

Nižnevartovsk è una città russa del Circondario autonomo degli Chanty-Mansi-Jugra. Nel 2019 conta una popolazione di 276 503 abitanti.
La città è un importante centro per l'estrazione e la lavorazione del petrolio e gas naturale.

## Geografia fisica

### Territorio
Nižnevartovsk sorge nel bassopiano della Siberia occidentale, sulla sponda destra del fiume Ob'. La città è situata a 408 km da Chanty-Mansijsk e a 2308 km da Mosca.

### Clima
Forti le escursioni termiche; durante l'inverno la temperatura può scendere al di sotto dei −50 °C, in estate può arrivare anche a +35 °C.

## Storia
L'insediamento sorse nel 1909 come stazione di rifornimento di legna da ardere per i battelli a vapore commerciali in servizio lungo il fiume Ob'.
Nižnevartovsk rimase un centro di modestissime dimensioni fino ai primi anni sessanta, quando le autorità sovietiche diedero il via ad una serie di esplorazioni nella regione alla ricerca di eventuali campi petroliferi. La scoperta del giacimento di Samotlor, a nord della città, cambiò il destino di questo centro abitato siberiano. Grazie all'operato dei giovani della Komsomol vennero realizzate opere pubbliche, impianti industriali ed edifici residenziali destinati agli operai. Il 9 marzo 1972 Nižnevartovsk ottenne lo status di città.

## Società

### Evoluzione demografica
La popolazione cittadina è composta in maggioranza da Russi (65,59 %), seguiti dai Tatari (9,66 %), dagli Ucraini (8,34 %). Sono presenti anche piccole minoranze di Baschiri, Azeri, Bielorussi e Ciuvasci.

## Infrastrutture e trasporti
La città è servita da un importante scalo aeroportuale, l'Aeroporto di Nižnevartovsk, il 15° per traffico passeggeri in Russia, con collegamenti con le principali città.